# L'altra metà del crimine
L'altra metà del crimine è un programma televisivo, condotto dall'ex generale dei carabinieri ed ex comandante dei RIS di Parma Luciano Garofano, in onda dal 2010, il giovedì alle 21:10 su LA7d.
Il conduttore racconta, con il linguaggio della docu-fiction, i più complessi e irrisolti casi di cronaca nera. Al suo fianco si alternano, in ogni puntata: Laura Volpini e Cinzia Gimelli (psicologhe forensi), Mirella Gherardi, Maurizio Saliva e Roberto Testi (medici legali) e Michele Giuttari (investigatore).
La speaker del programma è l'attrice e doppiatrice Micaela Esdra che interviene anche su Catherine Willows.
Il programma è stato trasmesso per la prima volta a mezzanotte su LA7 il 16 giugno 2010 per 5 puntate.
Dal 22 settembre 2011 si è spostato su LA7d e trasmesso alle 21.10 per 10 puntate.